# تاتیانا رنتریا
تاتیانا رنتریا (به انگلیسی: Tatiana Rentería،  زادهٔ ۲۲ دسامبر ۲۰۰۰) یک کشتی‌گیر آزادکار اهل کشور کلمبیا است.
از افتخارات وی می‌توان به کسب مدال برنز بازی‌های المپیک ۲۰۲۴ پاریس و مسابقات قهرمانی کشتی جهان ۲۰۲۳ اشاره کرد.